# William Browder
William Browder (New York, 6 gennaio 1934 – Princeton, 4 febbraio 2025, https://www.matherhodge.com/obituaries/William-Browder?obId=39486272) è stato un matematico statunitense, conosciuto per i suoi lavori in topologia algebrica, topologia differenziale e teoria dell'omotopia, in particolare sulle tecniche di chirurgia su varietà semplicemente connesse e sull'invariante di Kervaire.